# Glynis Coles
Glynis Coles (Londra, 20 febbraio 1954) è un'ex tennista britannica.
È conosciuta anche come Glynis Coles-Bond

## Carriera
In carriera ha vinto 2 titoli di doppio, il Surrey Grass Court Championships nel 1973, in coppia con Lesley Charles, condividendo il titolo con Patti Hogan e Sharon Walsh, e lo Swedish Open nel 1974, in coppia con Sue Barker. Ha raggiunto i quarti di finale di doppio in tutti i tornei del Grande Slam;  agli Australian Open nel 1973 e nel 1975, all'Open di Francia nel 1975, 1976 e 1981, a Wimbledon nel 1975 e nel 1978, e agli US Open nel 1975.
In Fed Cup ha disputato un totale di 13 partite, collezionando 9 vittorie e 4 sconfitte.

## Statistiche

### Singolare

#### Finali perse (3)
| Numero | Anno            | Torneo                            | Superficie  | Avversaria in finale | Punteggio |
| 1.     | 3 dicembre 1972 | WTA Brisbane, Brisbane            | Erba        | Evonne Goolagong     | 0-6, 5-7  |
| 2.     | 20 ottobre 1974 | Barcelona Ladies Open, Barcellona | Terra rossa | Nathalie Fuchs       | 5-7, 6-8  |
| 3.     | 3 novembre 1974 | Welsh International Open, Cardiff | Terra rossa | Julie Heldman        | 4-6, 2-6  |

### Doppio

#### Vittorie (2)
| Numero | Anno           | Torneo                                      | Superficie  | Compagna       | Avversarie in finale                   | Punteggio |
| 1.     | 21 maggio 1973 | Surrey Grass Court Championships, Guildford | Terra rossa | Lesley Charles | Patti Hogan Sharon Walsh               | condiviso |
| 2.     | 14 luglio 1974 | Swedish Open, Båstad                        | Terra rossa | Sue Barker     | Fiorella Bonicelli Anna-Maria Nasuelli | 6-2, 6-0  |

### Doppio

#### Finali perse (3)
| Numero | Anno             | Torneo                         | Superficie  | Compagna       | Avversarie in finale            | Punteggio     |
| 1.     | 12 novembre 1973 | Billingham Cup, Billingham     | Erba        | Sharon Walsh   | Marita Redondo Virginia Wade    | 7-6, 3-6, 2-6 |
| 2.     | 1º giugno 1975   | Internazionali d'Italia, Roma  | Terra rossa | Sue Barker     | Chris Evert Martina Navrátilová | 1-6, 2-6      |
| 3.     | 9 febbraio 1976  | Virginia Slims of Akron, Akron | Sintetico   | Florența Mihai | Brigette Cuypers Mona Guerrant  | 4-6, 6-7      |